# イワン・クパーラの夜
『イワン・クパーラの夜』（ウクライナ語: Вечір на Івана Купала）は、1968年のソビエト連邦（ウクライナSSR）のドラマ映画で、ドヴジェンコ・フィルム・スタジオ製作。監督・脚本はユーリー・イリエンコ。ニコライ・ゴーゴリの短編『イワン・クパーラの前夜』とウクライナの民間伝承を基にした詩的な映画であり、ウクライナ映画史における「ウクライナ映画100傑」で33位にランクインしている。
映画は、イワン・クパーラ（聖ヨハネの夜）の神秘的な祝祭を背景に、貧しい農民ペトロと地主の娘ピドルカの悲恋を描く。悪魔との取引を通じて富を得たペトロの運命は、罪の意識と狂気へと導かれる。色彩豊かな映像とシュルレアリスム的表現で知られ、ソビエト時代に賛否両論を呼んだ。

## あらすじ
ウクライナの農村に住む貧しい農民ペトロ（ボリス・フメリニツキー）は、地主コルジの娘ピドルカ（ラリーサ・カードチュニコヴァ）と恋に落ち、彼女もその愛に応える。しかし、コルジは娘を貧しい農奴に嫁がせることを拒否する。
イワン・クパーラの夜、ペトロは酒場で謎のコサック、バサウリュク（ユフィム・フリードマン）と出会う。バサウリュクは実は悪魔で、ペトロに取引を持ちかける。パポロチの花（伝説ではクパーラの夜にのみ咲く）を摘めば大金を手に入れられると誘惑する。ペトロは深い谷で花を見つけ、魔女の指示に従い、ピドルカの弟イワスを犠牲にして血を流す。イワスの死体は金貨に変わり、ペトロは富を得る。
富豪となったペトロはコルジの許可を得てピドルカと結婚し、新居を構えるが、罪の意識に苛まれる。イワスを殺した記憶が曖昧なまま、ペトロは金貨の幻影に悩まされ、酒に溺れる。翌年のイワン・クパーラの夜、記憶を取り戻したペトロは、血で得た家を焼き払い、自ら命を絶つ。
ピドルカは夫の灰をキエフ・ペチェールシク大修道院に運び、奇跡による復活を願うが、タタール人やエカチェリーナ2世、悪魔に追われる。修道院にたどり着くも、奇跡は起こらず、群衆に灰を奪われる。絶望したピドルカは川岸で船を引くが、ペトロの幻を見て縄を切り、彼が生き返る幻想を見る。

## キャスト
- ラリーサ・カードチュニコヴァ - ピドルカ
- ボリス・フメリニツキー（ウクライナ語版） - ペトロ
- ユフィム・フリードマン（ウクライナ語版） - バサウリュク（悪魔）
- ドミトロ・フランコ（ウクライナ語版） - コルジ
- ボリスラウ・ブロンコフ（ウクライナ語版） - 仮装した男
- ミハイロ・イリエンコ（ウクライナ語版） - 仮装した男
- ヴィクトル・パンチェンコ（ウクライナ語版） - 仮装した男
- ダヴィド・ヤノヴェル（ウクライナ語版） - 地主
- コスチャンティン・イェルショフ（ウクライナ語版） - 助祭
- ジェンマ・フィルソワ（ウクライナ語版） - 魔女（ミコシャ）
- サシュコ・セルヒエンコ - イワス
- ミコラ・シリス - 酒場の主人
- 端役：セルヒー・ヤクトヴィチ（ウクライナ語版）（画家）、ブチャク村の住民（盲人、騎手など）

## 製作

### スタッフ
- 監督・脚本：ユーリー・イリエンコ
- 撮影：ワディム・イリエンコ（ウクライナ語版）
- 音楽：レオニード・グラボウシキー（ウクライナ語版）
- 美術：ペトロ・マクスィメンコ（ウクライナ語版）、ヴァレリー・ノヴァコフ（ウクライナ語版）
- 編集：ナタリヤ・ピシチコワ（ウクライナ語版）
- 衣装：リディヤ・バイコワ（ウクライナ語版）
- メイク：ヤキウ・グリーンベルク（ウクライナ語版）
- 音響：レオニード・ヴァチ（ウクライナ語版）
- 製作総指揮：ダヴィド・ヤノヴェル（ウクライナ語版）

### 製作背景
『イワン・クパーラの夜』は、1968年にドヴジェンコ・フィルム・スタジオで製作され、ウクライナSSRのブチャク村で主に撮影された。この村は後にカニウ水庫の建設により水没し、映画は貴重な歴史的記録となっている。監督のユーリー・イリエンコは、ゴーゴリの原作を基にウクライナの民間伝承（例：パポロチの花、イワン・クパーラの儀式）を融合させ、詩的な映画のスタイルでウクライナの神話を再構築した。
映画はシュルレアリスム的な映像美と色彩の使用で知られ、撮影監督ワディム・イリエンコの技術が評価された。音楽はレオニード・グラボウシキーが担当し、民俗的な旋律を取り入れた。ソビエト当局の検閲下で製作されたため、公開時には政治的な批判を受け、一部で上映が制限された。

## 公開
映画は1969年1月27日にソビエト連邦で公開された。日本での劇場公開は記録されていないが、国際的な映画祭やオンラインプラットフォーム（例：YouTube）で視聴可能である。

## 評価
『イワン・クパーラの夜』は、ソビエト時代に賛否両論を呼んだ。ソビエトの批評家は物語の複雑なメタファーや娯楽性の欠如を批判したが、視覚的表現は高く評価された。雑誌『ラドゥガ』は、色彩が物語の核心を表現する主要な手段と分析した。
ドヴジェンコ・センターは、映画を「ウクライナのファウスト物語」として高く評価し、コサック時代からエカチェリーナ2世の時代までウクライナの歴史を象徴的に描いたと述べる。撮影地のブチャク村がカニウ水庫で水没したため、映画は歴史的遺産としても価値がある。現代では、クリップ的な編集技法の先駆けとして再評価されている。
批評家ナディヤ・ミロシュニチェンコは、映画を「ウクライナ映画の最も幻想的な花」と称し、詩的な映画の伝統に位置づけた。物語は絵画的な法則に従い、家族の悲劇を民族の悲劇に昇華するが、解決のない不安を残すと指摘した。クリスティナ・コスチュクは、バサウリュクを「世界の悪」と解釈し、ペトロの犯罪が個人だけでなく共同体全体の崩壊を招くと分析。民俗的なイコンやキリスト教の道徳が視覚的に表現されていると述べた。

## 文化的影響
『イワン・クパーラの夜』は、ウクライナの詩的映画運動の代表作として、現代のウクライナ映画に影響を与えた。2022年、ジェリー・ヘイル、アリョーナ・アリョーナ、エラの楽曲「Kupala」のミュージックビデオに本作の映像が使用され、ウクライナの民間伝承と現代文化の融合が試みられた。